# 尤凯帕
尤凯帕是美国加利福尼亚州圣贝纳迪诺县下属的一座城市。建市于1989年11月27日，面积大约为27.89平方英里（72.2平方公里）。根据2010年美国人口普查，该市有人口51,367人。